# عبد الله عبد الرحمن المرزوقي
عبد الله عبد الرحمن محمد المرزوقي، إماراتي الجنسية، لاعب منتخب الإمارات لكرة اليد و نادي العين لكرة اليد، من مواليد 1992. يلعب في مركز «خلف». حصد مع الفريق المركز الثالث في بطولة العرب «لبنان» 2010 .شارك في العديد من البطولات منها: كأس السوبر للرجال ودوري الناشئين وكأس الاتحاد للشباب.